# トーマ湖
トーマ湖（トーマこ、ドイツ語: Tomasee、ロマンシュ語：Lai da Tuma または Lag da Toma）は、スイス、グラウビュンデン州のディゼンティス村（Disentis）の川上にあるピッツ・バドゥス（Piz Badus）にある湖。 湖面積は2.5ヘクタール。

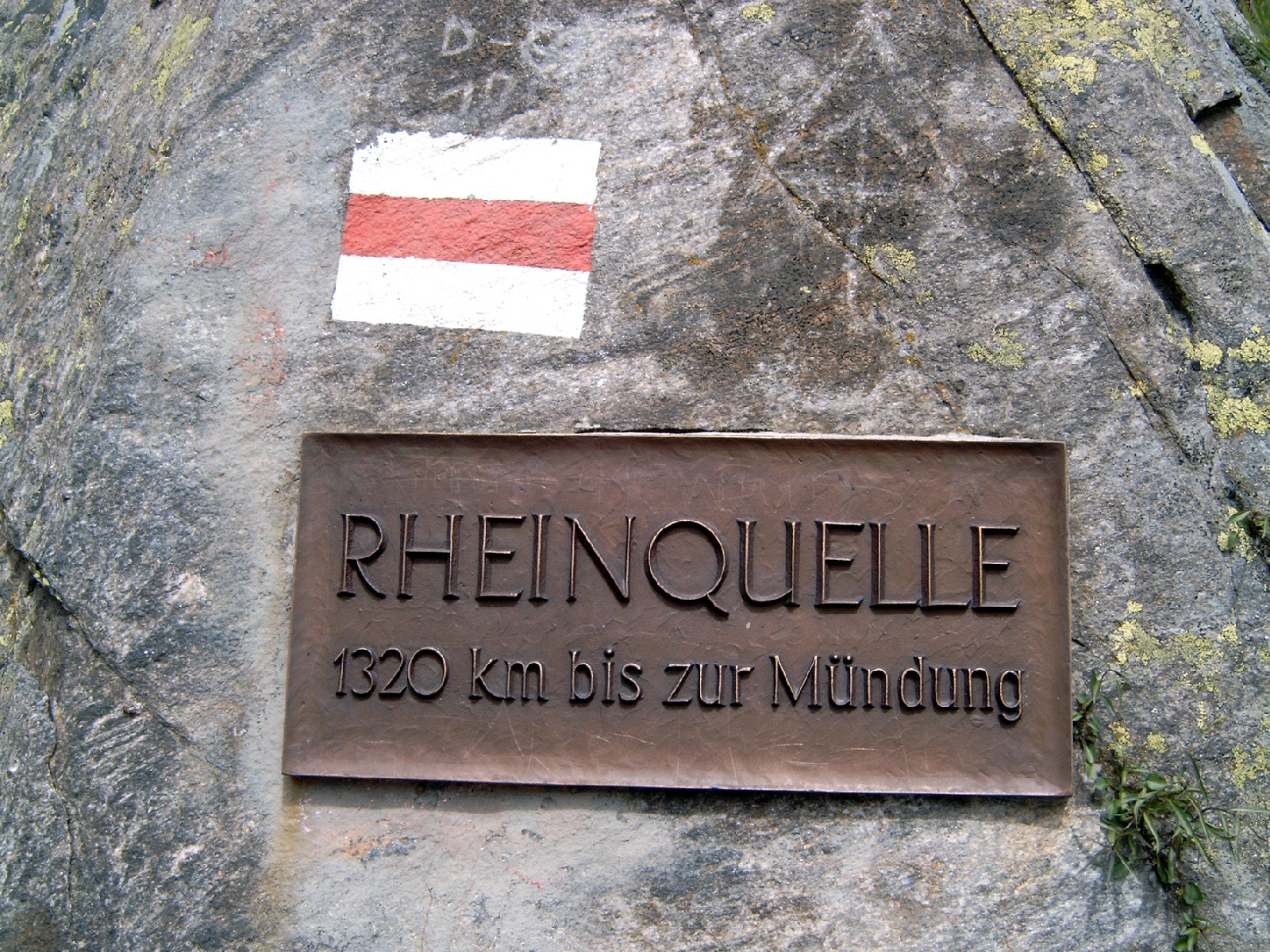
トーマ湖のドイツ語の標識。ライン川の水源で、河口まで1320kmあることが記されている。

この湖はライン川の源流と考えられている。